# Susumu Watanabe
Susumu Watanabe (渡邉 晋?, Watanabe Susumu; Hinode, 10 ottobre 1973) è un allenatore di calcio ed ex calciatore giapponese, di ruolo difensore, tecnico del Montedio Yamagata.

## Carriera
Esordisce come calciatore nel 1996 tra le file del Consadole Sapporo. Dopo una carriera trascorsa indossando le maglie di Ventforet Kofu e Vegalta Sendai, nel 2004 annuncia il ritiro dal calcio giocato.
Dal 2005 al 2014, ricopre per il Vegalta Sendai il ruolo di tecnico delle selezioni giovanili e vice allenatore della prima squadra. Nel 2014, il club lo promuove primo allenatore, incarico che conserverà fino al 2019.
Nel 2021, sigla un accordo con il Renofa Yamaguchi, militante in J2 League. L'anno successivo si lega al Montedio Yamagata, ricoprendo dapprima il ruolo di vice allenatore, poi di tecnico della prima squadra.